# سعاد ديبي
سعاد ديبي هي ناشطة نسوية مغربية، ورئيسة جمعية الخير في الصويرة والتي تهدف من خلالها إلى توفير الاستقلال المادي للمرأة من خلال تعزيز الإدماج المهني. تحصل كل سنة أزيد من مائة امرأة على استقلال مادي إلى حد ما وذلك من خلال اتباع برنامج تعليمي يهدف إلى توفير مهارات في عدة مجالات من قبيل الطبخ، الرعاية الصحية وتنظيم الغرف، خصوصا في تلك المنطقة لما تعرفه من استقطاب للسياح، وقد ساهمت هذه الجمعية في تشغيل العديد من النساء كما لقيت مساعدة من المبادرة الوطنية للتنمية البشرية خاصة وأن معدل الفقر في المغرب تجاوز 30% في صفوف النساء.

## السيرة الذاتية
ولدت سعاد ديبي في مدينة الجديدة بالقرب من الدار البيضاء، ثم تزوجت من نجار يقطن في إحدى السواحل المغربية. كانت خياطة قبل أن تقوم بإنشاء رابطة لها، ثم أسست جمعية الخير في عام 1998 بمدينة الصويرة وذلك قصد مساعدة المرأة المهجورة _أو المطلقة والأرملة_ دون أي مورد للعيش الكريم.
دُعيت سعاد لحضور قمة في SIGEF (منتدى الابتكار الاجتماعي العالمي للمتطوعين) والتي نظمتها جمعية Horyou في عام 2015 في جنيف، كما شاركت في آذار/مارس 2015 في يوم المرأة العالمي، وقد نشرت كتابا تحت عنوان الفن الذي يجعلك تعيش وهو كتاب لتعليم فنون الطبخ تم تحريره وإنشائه في إطار الجمعية، كما تضمن الكتاب قصة مجموعة من النساء الذين تمكنوا من تغيير حياتهم بفضل اتقان مهارات الطهي.